# Dennis Man
Dennis Man (* 26. August 1998 in Vladimirescu) ist ein rumänischer Fußballspieler. Er steht in den Niederlanden bei der PSV Eindhoven unter Vertrag. Seit März 2018 ist er rumänischer Nationalspieler.

## Karriere

### Verein
Man stammt aus der Jugend des Amateurvereins Atletico Arad und wechselte im Sommer 2014 zum Drittliga-Aufsteiger UTA Arad. Während der ersten Mannschaft in der Saison 2014/15 der direkte Durchmarsch in die zweitklassige Liga II gelang, spielte er in der Akademie, wurde aber zur nächsten Spielzeit 2015/16 in die A-Mannschaft befördert. Sein Debüt gab er am 29. August 2015 bei der 1:2-Niederlage gegen Gaz Metan Mediaș. Sein erstes Tor erzielte er am 25. Oktober beim 4:0-Auswärtssieg gegen den FC Bihor Oradea.
Nachdem er die Saison 2016/17 mit fünf Toren in fünf Spielen begann, verpflichtete der Erstligist Steaua Bukarest (ab April 2017 FCSB Bukarest) den Flügelspieler am 6. September 2016. Am 2. Oktober debütierte Man beim 2:1-Heimsieg gegen den CS Universitatea Craiova in der Liga 1. Am 30. Oktober traf er beim 2:0-Auswärtssieg gegen den FC Politehnica Iași erstmals für seinen neuen Verein. In seiner ersten Spielzeit 2016/17 kam er nur sporadisch zum Einsatz und hatte am Ende sechs Ligaeinsätze bestritten. Den Meistertitel verpasste man nur aufgrund eines schlechteren Torverhältnisses gegen den FC Viitorul Constanța. Die nächste Saison 2017/18 fand sich Man in den meisten Pflichtspielen Steauas in der Startformation wieder und verpasste nur vier Spiele, sodass er auf 47 wettbewerbsübergreifende Einsätze kam. In diesen konnte er 12 Tore erzielen und acht vorbereiten. Erneut musste man sich in der Meisterschaft knapp geschlagen gegeben. Diesmal platzierte man sich einen Zähler hinter CFR Cluj auf dem zweiten Rang. Mit neun Toren und acht Assists in 35 Ligaspielen schloss er die Spielzeit 2018/19 ab, in der sich Steaua erneut den Vizemeistertitel hinter Cluj sicherte. In der nächsten Saison 2019/20 gelangen ihm in 23 Ligaeinsätzen sieben Treffer und drei Vorlagen. Am 22. Juli 2020 gewann Bukarest den rumänischen Pokal durch einen 1:0-Erfolg im Finale gegen Sepsi OSK Sfântu Gheorghe. Man gelang dabei das einzige Tor des Spiels.
In der nächsten Spielzeit 2020/21 gelang ihm bei FCSB endgültig der Durchbruch. Am 20. September 2020 (4. Spieltag) erzielte er beim 3:0-Heimsieg gegen den FC Argeș Pitești einen Dreierpack. In den nächsten Wochen konnte er regelmäßig treffen und bis Ende Januar 2021 schaffte er in 18 Ligaeinsätzen 14 Tore und sechs Vorlagen.
Am 29. Januar 2021 wechselte er zum italienischen Erstligisten Parma Calcio, wo er einen Viereinhalbjahresvertrag unterzeichnete. Die Crociati bezahlten für den Offensivmann mehr als zehn Millionen Euro, womit er zum teuersten Transfer der rumänischen Liga wurde.
Im August 2025 wechselte er zur PSV Eindhoven und unterschrieb dort einen Vertrag bis 2029.

### Nationalmannschaft
Man war zweimal für die U19 seines Heimatlandes im Einsatz und konnte einmal treffen. Für die U21-Nationalmannschaft traf er bei seinem Debüteinsatz am 1. September 2017 gegen Bosnien und Herzegowina.
Sein Debüt in der A-Auswahl unter Trainer Cosmin Contra gab er am 27. März 2018 in einem Freundschaftsspiel gegen Schweden. Am 11. Juni 2019 traf er im Rahmen eines Qualifikationsspiels zur Europameisterschaft 2020 gegen Malta erstmals in der Nationalmannschaft. Das Spiel endete mit einem 4:0-Sieg für Rumänien.

## Erfolge
Nationalmannschaft
- Halbfinalist der U-21-EM 2019

Verein
- Rumänischer Pokal-Sieger: 2019/20
- Italienischer Serie-B-Meister: 2023/24

Individuelle Auszeichnungen
- Liga 1 Team der Saison: 2018/19
- Rumänischer Fußballer des Jahres: 2020[25]